# Dolní Bukovina
Dolní Bukovina je vesnice v okrese Mladá Boleslav, je součástí obce Horní Bukovina. Nachází se asi 0,7 kilometru východně od Horní Bukoviny. Vesnicí protéká Zábrdka.

## Historie
První písemná zmínka o vesnici pochází z roku 1400.

## Galerie

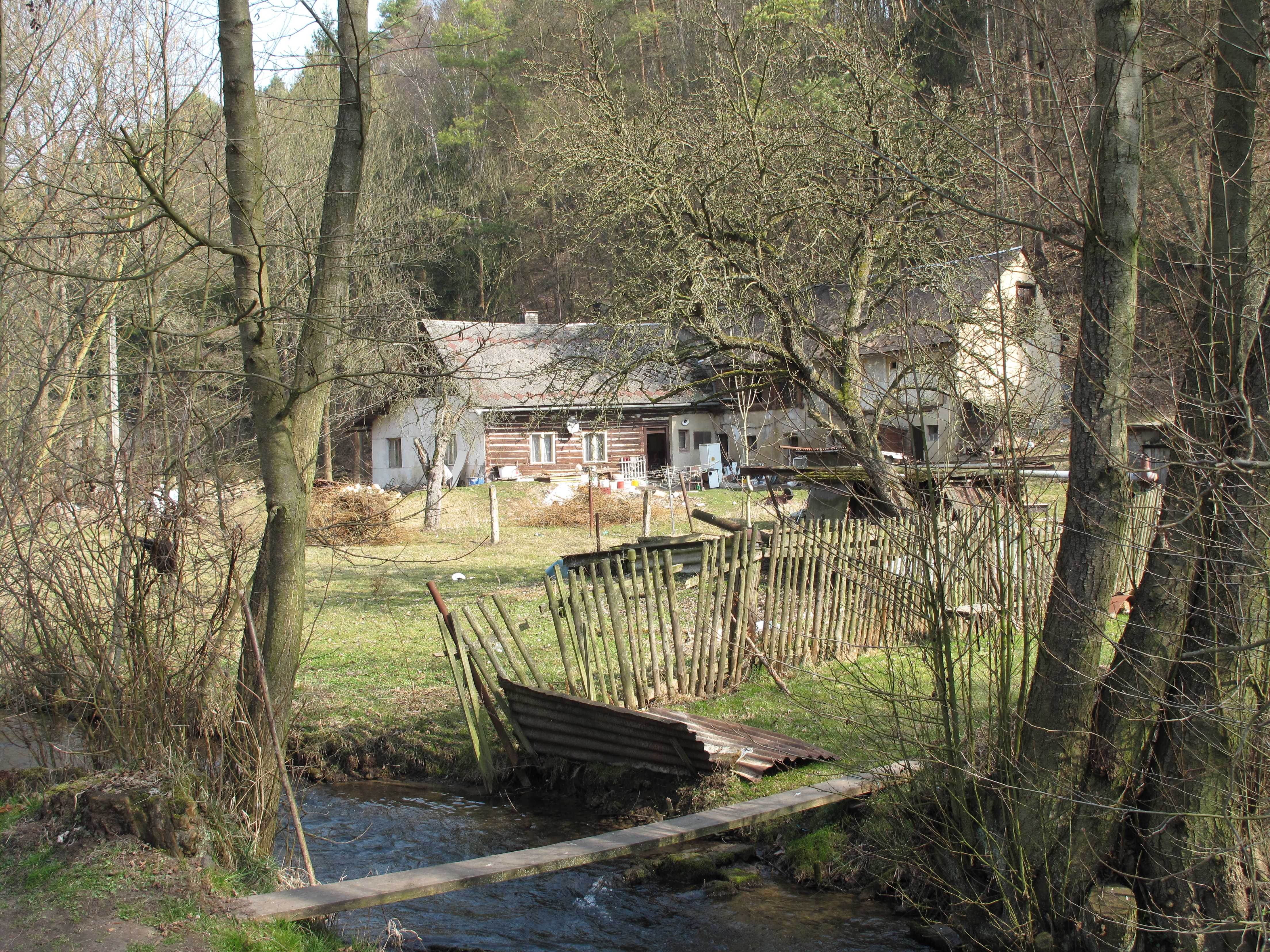
Roubené stavení
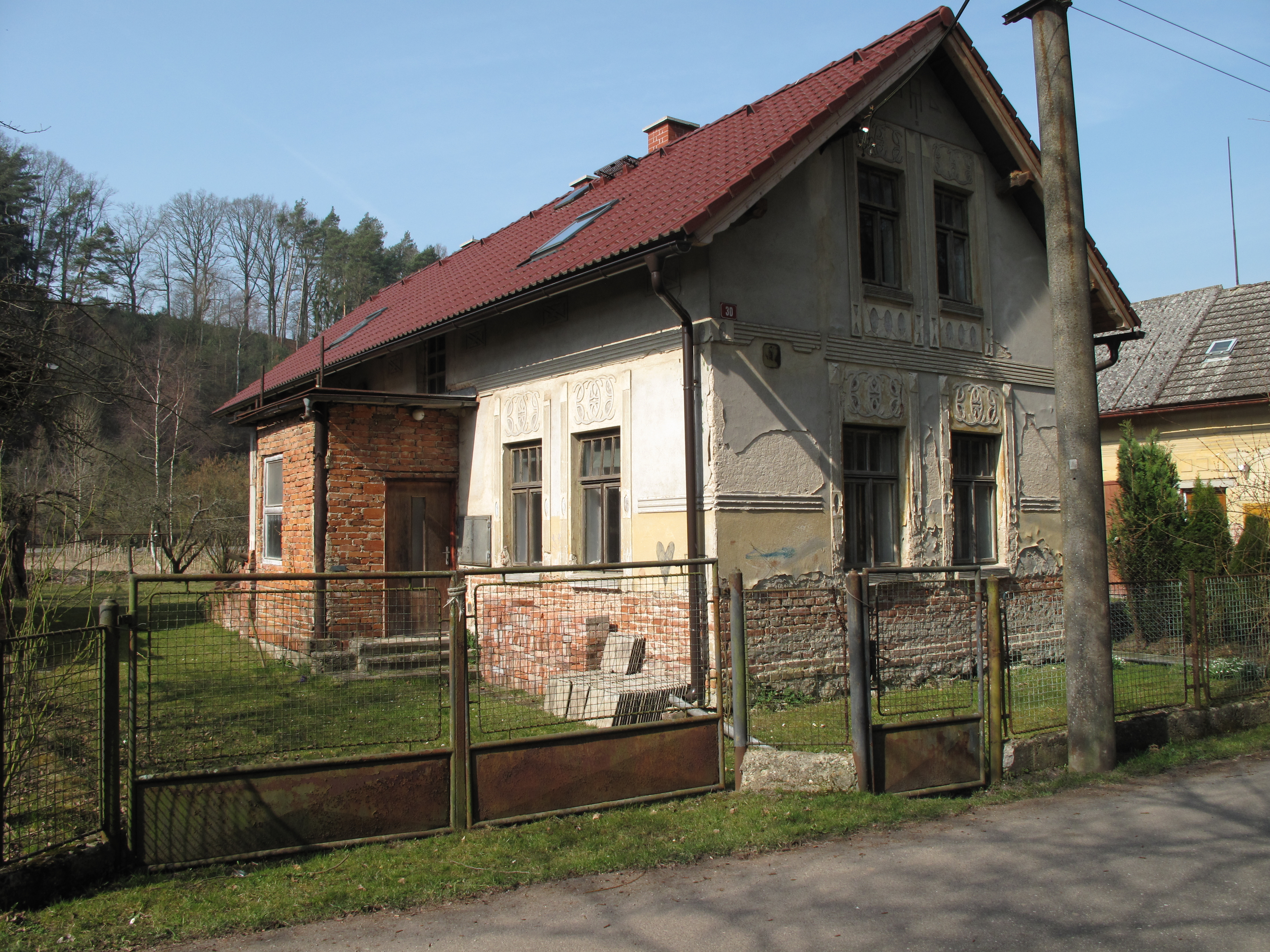
Dům
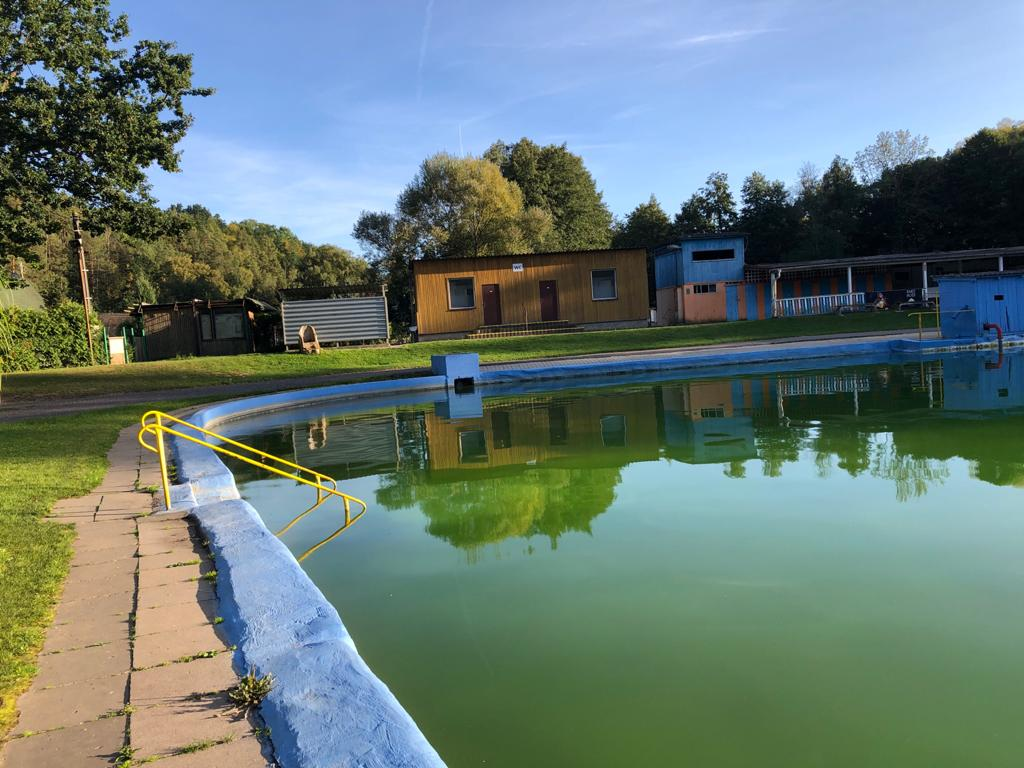
Koupaliště
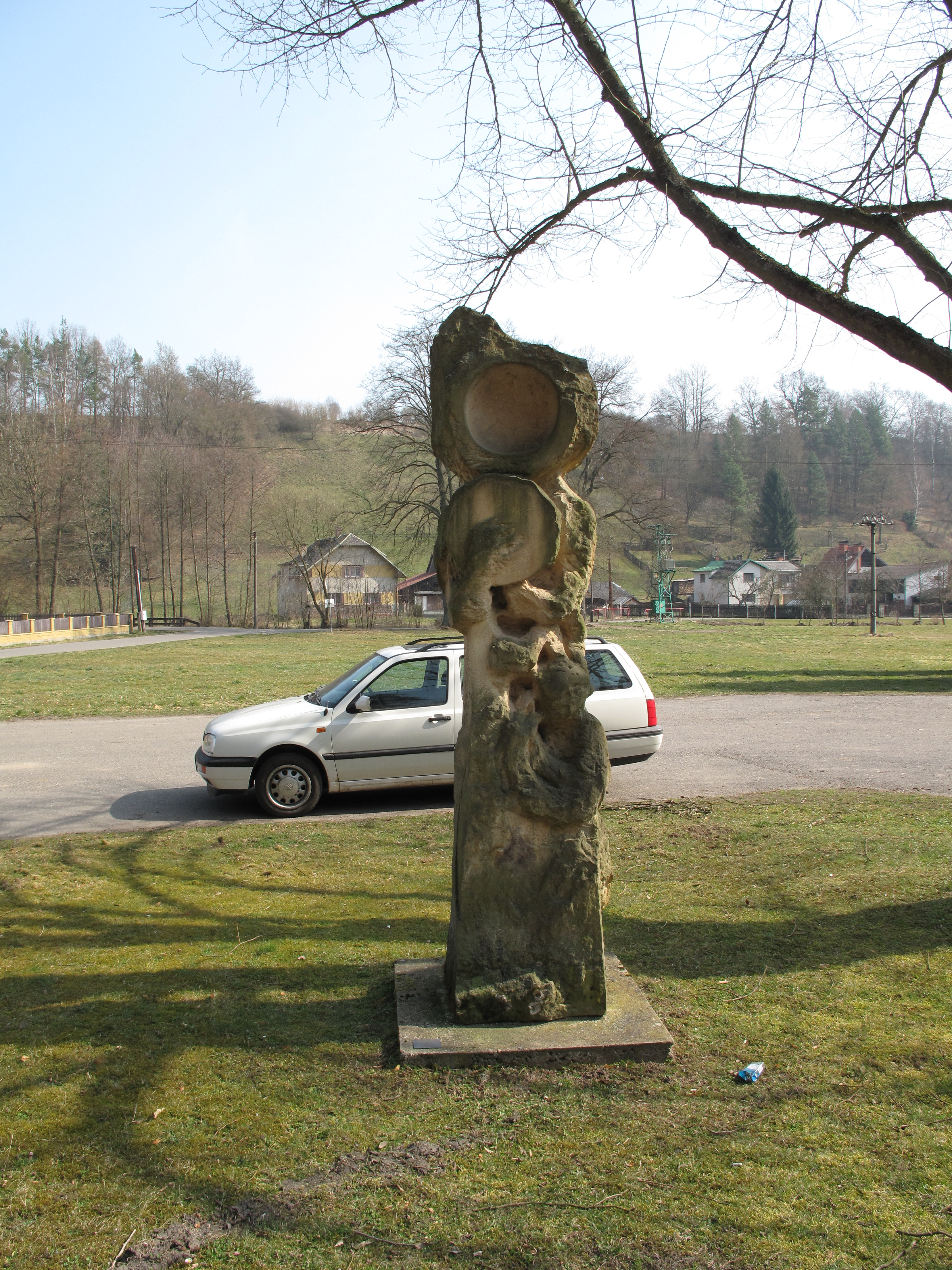
Václav Gatarik: Luna